# Augusto Bergamino
Augusto Bergamino (12. červenec 1898, Janov Italské království – 29. leden 1976, Benátky Itálie) byl italský fotbalový útočník. Byl znám jako Bergamino I., aby se odlišil od svých mladších bratrů Giacoma a Giuseppeho.
Celou svou fotbalovou kariéru která začala v roce 1915 strávil v jediném klubu. Ten klub byl Janov CFC. Do roku 1926 když skončil kariéru odehrál 108 utkání a vstřelil 32 branek. Získal tři tituly v lize (1914/15, 1922/23, 1923/24).
Za reprezentaci odehrál 5 utkání. První utkaní bylo 18. ledna 1920 proti Francii (9:4). Byl v nominaci pro OH 1924.

## Hráčské úspěchy

### Klubové
- 3× vítěz italské ligy (1914/15, 1922/23, 1923/24)

### Reprezentační
- 1x na OH (1924)